# Kanturk
Kanturk (Ceann Toirc en irlandais) est une ville du comté de Cork en république d'Irlande.
La ville de Kanturk compte 2 350 habitants.

## Jumelage
Rostrenen (France)

## Personnalités liées à la ville
- Hanna Sheehy-Skeffington (1877-1946), suffragette et nationaliste irlandaise y est née.
- Pat O'Callaghan (1905-1991), athlète irlandais, champion olympique du lancer de marteau, y est né.